# Air Uganda
Az Air Uganda egy 2007 és 2014 között működő, magántulajdonban lévő ugandai légitársaság volt. Működését felfüggesztette, miután az Ugandai Polgári Légiközlekedési Hatóság (UCAA) visszavonta a légitársaság működési engedélyét.
Az Air Uganda az Uganda Airlines 2001. májusi csődje óta egy széles körben elismert nemzeti légitársaság volt.
A légitársaság székhelye Kampalában, a bázisa pedig az Entebbei nemzetközi repülőtéren volt, és három repülőgépet üzemeltetett Entebbe és különböző közép- illetve kelet-afrikai országok között.

## Története
Az Air Uganda 2007-ben alakult meg, és 2007. november 15-én kezdte meg működését. A cég első tizenkét hónapban több mint 70 000 utast szállított, 70 százalékos kihasználtsággal Entebbe és a dél-szudáni Juba között. Az Entebbe és Nairobi közötti járat kihasználtsága az első évben átlagosan 60 százalék volt.
2010. január 9-én az Egyesült Államok kartúmi nagykövetsége arra figyelmeztette a légitársaságot, hogy a dél-szudáni Juba és az ugandai Entebbe között közlekedő repülőgépeiket terrortámadás érheti. A nagykövetség közleménye szerint olyan információkat kaptak, amelyek arra utalnak, hogy "a helyi szélsőségesek terrortámadást akarnak végrehajtani az Air Uganda repülőgépeinek fedélzetén". A szudáni külügyminisztérium szerint azonban a fenyegetést nem tekintették súlyosnak. Az Ugandai Népi Védelmi Erő azt nyilatkozta, hogy 2009. december eleje óta tudtak erről az információról, bár az ugandai kormány szóvivője szerint semmi sem támasztja alá ezeket az állításokat.
2011 negyedik negyedévében az Air Uganda bejelentette, hogy 2012-ben belföldi járatokat indít. Ezért a légitársaságnak a belföldi piac kiszolgálásához új, megfelelő repülőgépeket kellett beszereznie.
2012 folyamán a vállalat megszervezte a saját repülőgépeinek és utasainak földi kiszolgálását az Entebbei nemzetközi repülőtéren, és engedélyt kapott arra, hogy bármely más légitársaságot is kiszolgálhasson, amely a szolgáltatásait igénybe veszi. Ezzel a lépéssel a légitársaság évente legalább hétszázezer dollárt takarított meg.
A légitársaság 2013 novemberében ünnepelte alapításának hatodik évfordulóját. Abban az időben ez volt az egyetlen ugandai légitársaság, amely az UCAA engedélyével rendszeres menetrend szerinti járatokat üzemeltetett a szomszédos országokba.
2014 májusában az Air Uganda teljes jogú tagja lett az Afrikai Légitársaságok Szövetségének, az iparág kereskedelmi szervezetének Afrikában. Ugyanebben a hónapban a légitársaságot felvették a Nemzetközi Légi Szállítási Szövetségbe.
2014. július 17-én a légitársaság határozatlan időre felfüggesztette működését, miután az engedélyt kiadó UCAA problémákba ütközött. Az UCAA 2014 júniusában megbukott a Nemzetközi Polgári Repülési Szervezet biztonsági ellenőrzésén, aminek következtében az UCAA visszavonta a légi fuvarozóknak kiadott engedélyeket. Akkoriban a vállalat azt mondta, hogy a cég lehetséges újbóli tanúsítása hetekre van, és hogy a bérbeadók visszahívták a repülőgépeiket, így más légitársaságok számára is megnyílt a lehetőség a terjeszkedésre az Air Uganda működési területén.

## A vállalat működése

### Tulajdonosi kör
A Meridiana Africa Airlines (Uganda) Limited teljes egészében a Celestair-csoport tulajdonában volt, amely viszont az Aga Kán a Gazdaságfejlesztésért Alap (AKFED) tulajdonában van. Szintúgy az AKFED tulajdonában vannak Burkina Faso és Mali nemzeti légitársaságai, az Air Burkina és az Air Mali, továbbá részesedése volt az európai Meridiana légitársaságban.

### Éves trendek
Mivel az Air Uganda egy magánvállalat volt, éves jelentéseket nem tettek közzé. Ezek hiányában a rendelkezésre álló kevés információt az alábbiakban lehet látni:

## Célállomások
Az Air Uganda a következő célállomásokra indított járatokat:

### Code-share megállapodások és partnerek
2008 második felében az Air Uganda egy code-share megállapodást kötött az Air Tanzaniával az Entebbe–Arusha/Moshi, az Entebbe–Dar el-Salaam és az Entebbe-Zanzibár útvonalakon, amelyeken az időben mindkét légitársaság repült. A cég code-share megállapodást írt alá a Brussels Airlines-zal is az Air Uganda által kiszolgált Entebbe–Juba és a Brussels Airlines által kiszolgált Entebbe–Brüsszel útvonalakra. Az Air Uganda további code-share megállapodást kötött a Qatar Airways-zel.
2009 elején az Air Uganda megállapodott a Marsland Aviation légitársasággal, hogy az Air Uganda utasokat a Juba–Kartúm útvonalon a Marsland Aviation fogja szállítani. Az Air Uganda ezen az útvonalon heti két napon közlekedett. A Marsland Aviation szállította az Air Uganda utasait a hét maradék öt napján, amikor az Air Uganda nem közlekedett az útvonalon.
2010 júniusában az Air Uganda egy code-share megállapodást kötött a Rwandairrel az Entebbe-Kigali útvonalra. Amíg az Air Uganda reggel, addig a Rwandair este indított egy járatot az útvonalon. Mindkét légitársaság CRJ-200-as repülőgépeket üzemeltetett az útvonalon. Ezt a megállapodást az Air Uganda 2010 márciusában megszüntette.
2013. augusztus 14-én új codeshare-megállapodás jött létre az Air Uganda és a Rwandair között az Entebbe–Kigali útvonalon. A szerződés azonnali hatállyal életbe lépett.
2014 januárjában az Air Uganda egy codeshare megállapodást kötött a tanzániai Precision Air-rel az Entebbe–Dar es-Salaam és az Entebbe–Arusha/Moshi útvonalon.
2013 novemberében az Air Uganda a következő légitársaságokkal tartott fenn valamilyen megállapodást:
- Brussels Airlines
- Emirates
- Kenya Airways
- Qatar Airways
- Gulf Air
- Air Mali
- Precision Air
- Hahn Air
- Rwandair

## Flotta
Az Air Uganda flottája 2014 áprilisában a következő repülőgépekből állt, bár 2014 júliusában azt jelentették, hogy visszaszolgáltatták őket annak az európai vállalkozónak, amelytől bérelték őket:

## Fordítás
Ez a szócikk részben vagy egészben  az   Air Uganda című angol Wikipédia-szócikk ezen változatának fordításán alapul.  Az eredeti cikk szerkesztőit annak laptörténete sorolja fel. Ez a jelzés csupán a megfogalmazás eredetét és a szerzői jogokat jelzi, nem szolgál a cikkben szereplő információk forrásmegjelöléseként.